# Moreno Valley
Moreno Valley é uma cidade localizada no estado americano da Califórnia, no Condado de Riverside. Foi incorporada em 3 de dezembro de 1984.

## Geografia
De acordo com o United States Census Bureau, a cidade tem uma área de 133,3 km², onde 132,8 km² estão cobertos por terra e 0,5 km² por água.

### Localidades na vizinhança
O diagrama seguinte representa as localidades num raio de 16 km ao redor de Moreno Valley.

## Demografia
Segundo o censo nacional de 2010, a sua população é de 193 365 habitantes e sua densidade populacional é de 1 456,19 hab/km². Possui 55 559 residências, que resulta em uma densidade de 418,40 residências/km².